# Limacolasia
Limacolasia is een geslacht van vlinders van de familie slakrupsvlinders (Limacodidae).

## Soorten
- L. dubiosa Hering, 1931
- L. ruficollaris Hering, 1931